# Eurypepla
Eurypepla là một chi bọ cánh cứng trong họ Chrysomelidae.
Chi này được miêu tả khoa học năm 1854 bởi Boheman.

## Các loài
Chi này gồm các loài:
- Eurypepla jamaicensis (Linnaeus, 1758)